# Triticeae
Triticeae (sin. Hordeeae), tribus trava u potporodici Pooideae. Postoje dva podtribusa. Ime je došlo po rodu Hordeum, i Triticum za Triticeae.

## Opis
Triticeae je važno pleme u porodici trava (Poaceae). Sadrži žitarice pšenicu, raž, tritikale (pšenoraž) i ječam te velik broj samoniklih vrsta od kojih se neke koriste kao krmne trave. Pleme kombinira sve vrste bioloških mehanizama i genetskih sustava: diploide i poliploide; jednogodišnje i višegodišnje biljke, križanje u srodstvu i van srodstva, pa čak i apomikte. Zbog ove velike varijacije Triticeae je izvrsna modelna skupina za istraživanja u genetici, oplemenjivanju biljaka, genetičkoj raznolikosti, taksonomiji i specijaciji biljaka.
Triticeae je rasprostranjena u gotovo svim umjerenim područjima svijeta i sastoji se od nekih 350-450 vrsta (Dewey 1984, West eta/. 1988, Tzvelev 1989). Većina rodova kako je danas definirano isključivo su ili jednogodišnje ili višegodišnje biljke, osim rodova Hordeum, Dasypyrum i Secale koji uključuju jednogodišnje i višegodišnje vrste. Od višegodišnjih rodova neki su vrlo veliki poput Elymusa s oko 150 vrsta sve do monotipskih rodova Hordelymus, Peridictyon i Pascopyrum. Osim skupine Triticum / Aegilops, koja broji oko 30 vrsta, ostali jednogodišnji rodovi su mali s 1-4 vrste.

## Rodovi
1. Anthosachne Steud. (9 spp.)
2. Connorochloa Barkworth, S. W. L. Jacobs & H. Q. Zhang (1 sp.)
3. Campeiostachys Drobow (10 spp.)
4. Elymus L. (179 spp.)
5. ×Thinoelymus Banfi (0 sp.)
6. ×Agroelymus G. Camus ex A. Camus (0 sp.)
7. ×Elyleymus Baum (0 sp.)
8. ×Agrositanion Bowden (0 sp.)
9. ×Pseudelymus Barkworth & D. R. Dewey (0 sp.)
10. Pauneroa V. Lucía, E. Rico, K. Anamth.-Jon. & M. M. Mart. Ort. (1 sp.)
11. Pseudoroegneria (Nevski) Á. Löve (16 spp.)
12. Pascopyrum Á. Löve (1 sp.)
13. Douglasdeweya C. Yen, J. L. Yang & B. R. Baum (2 spp.)
14. Agropyron Gaertn. (15 spp.)
15. KengyiliaC. Yen & J. L. Yang (29 spp.)
16. ×Leymostachys Tzvelev (0 sp.)
17. Leymus Hochst. (56 spp.)
18. Psathyrostachys Nevski (10 spp.)
19. Taeniatherum Nevski (1 sp.)
20. Crithopsis Jaub. & Spach (1 sp.)
21. Heteranthelium Hochst. ex Jaub. & Spach (1 sp.)
22. Hordeum L. (39 spp.)
23. ×Leydeum Barkworth (0 sp.)
24. ×Elyhordeum Mansf. ex Cziczin & Petr. (0 sp.)
25. Hordelymus (Jess.) Harz (1 sp.)
26. Festucopsis (C. E. Hubb.) Melderis (1 sp.)
27. Peridictyon Seberg, Fred. & Baden (1 sp.)
28. Eremopyrum (Ledeb.) Jaub. & Spach (5 spp.)
29. Secale L. (9 spp.)
30. Henrardia C. E. Hubb. (2 spp.)
31. Stenostachys Turcz. (4 spp.)
32. Australopyrum (Tzvelev) Á. Löve (5 spp.)
33. Dasypyrum (Coss. & Durieu) T. Durand (2 spp.)
34. Thinopyrum Á. Löve (15 spp.)
35. Triticum L. (12 spp.)
36. ×Triticosecale Wittm. (0 sp.)
37. ×Trititrigia Tzvelev (0 sp.)
38. ×Haynaldoticum Cif. & Giacom. (0 sp.)
39. ×Tritordeum Asch. & Graebn. (0 sp.)
40. Aegilops L. (21 spp.)
41. Amblyopyrum (Jaub. & Spach) Eig (1 sp.)
42. ×Aegilotriticum P. Fourn. (0 sp.)

## Subtribusi
1. Hordeinae Dumort.
2. Triticinae Fr.